# O Gênio e as Rosas e outros contos
O Gênio e as Rosas e  outros contos é um livro ilustrado publicado pela Editora Globo em 2004, contendo 24 contos adaptados de Paulo Coelho, com ilustrações das personagens representados pela Turma da Mônica, de Maurício de Sousa. O livro concentra contos de autores desconhecidos, chamados por Paulo Coelho de tesouros da sabedoria do mundo, passados em épocas diversas e relacionados ao Oriente e ao Ocidente. Os contos transmitem ensinamentos baseados em lendas e fábulas, compilados por Paulo Coelho, e traz em seu final um glossário com alguns nomes e termos que são apresentados ao longo da obra.

## Histórias
Os 24 contos são:
- Deus cria a mãe
- Por que deixar o homem para o sexto dia?
- Vendemos apenas as sementes
- O ato de receber
- A voz do elefante
- O desejo
- Olhando os outros
- O significado das bananas
- As três árvores
- Conversando com o mal
- O cachorro e seu reflexo
- De quem é a culpa
- O gênio e as rosas
- O preço da beleza
- O palácio e a choupana
- A pena e o camelo
- Golnar engana os macacos
- A prece e as crianças
- A, b, c, d...
- A capa
- As duas listas
- O que é a velhice
- A lâmpada queimada
- O presente invisível